# Неграші
Неграші — село Бучанського району (Київська область).

## Територіальна належність
Білогородська сільська громада, Музичанський старостинський округ.

## Населення

### Мова
Розподіл населення за рідною мовою за даними перепису 2001 року:
| Мова            | Кількість | Відсоток |
| --------------- | --------- | -------- |
| українська      | 405       | 91.63 %  |
| російська       | 27        | 6.11 %   |
| вірменська      | 6         | 1.36 %   |
| білоруська      | 3         | 0.68 %   |
| інші/не вказали | 1         | 0.22 %   |
| Усього          | 442       | 100 %    |

## Особистості

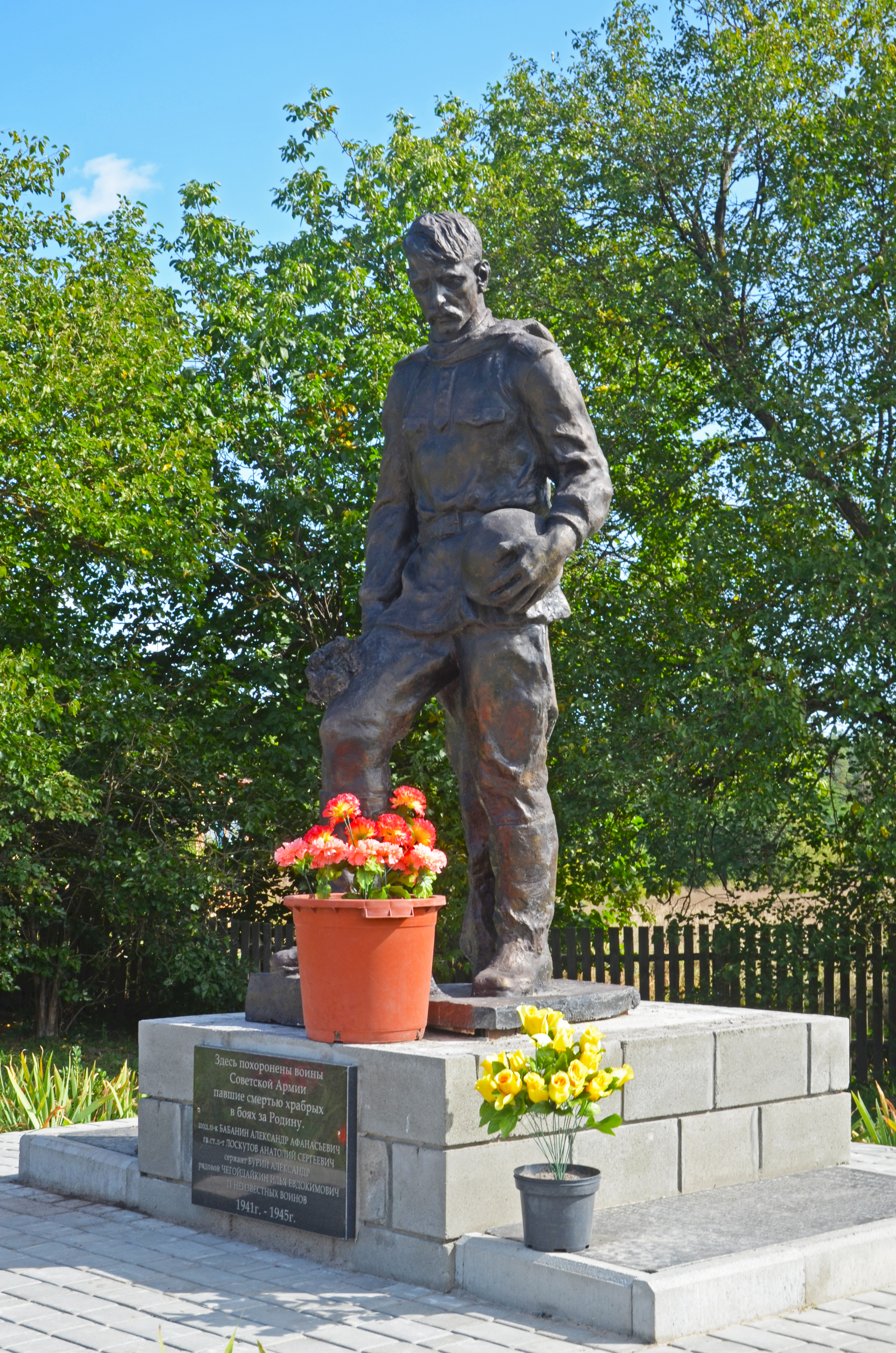
Пам'ятник воїнам-односельцям, які загинули в роки Великої Вітчизняної війни, Неграші

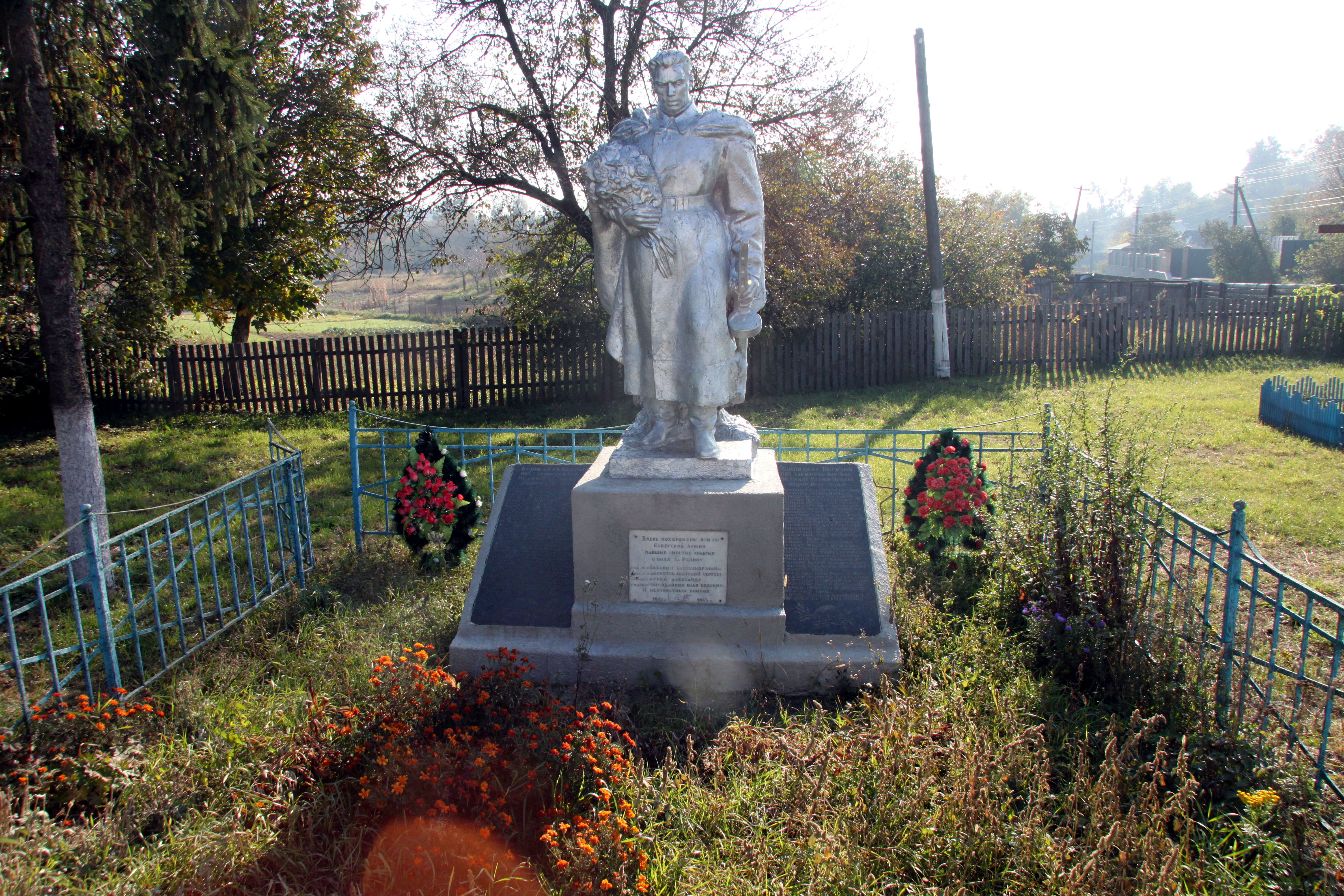
Пам'ятник загиблим, Неграші

- Герасименко Микола Купріянович (1931—2009) — український прозаїк, гуморист.
- Пінчук Юрій Сергійович (1992—2024) — молодщий сержант Збройних Сил України, учасник російсько-української війни.

## Лікувальні заклади
ФП с. Неграші: 
вул. Петровського, 13 
Час роботи: 8:30-16:12